# Qāsemlū (ort i Ardabil)
Qāsemlū (persiska: آق قاسِملو, آق قاسِلمو, قاسملو, Āq Qāsemlū, Qareh Qāsemlū, قَرِه قاسِملو) är en ort i Iran.   Den ligger i provinsen Ardabil, i den nordvästra delen av landet, 400 km nordväst om huvudstaden Teheran. Qāsemlū ligger 1 123 meter över havet och antalet invånare är 330.
Terrängen runt Qāsemlū är platt åt nordväst, men åt sydost är den kuperad. Runt Qāsemlū är det ganska tätbefolkat, med 56 invånare per kvadratkilometer. Närmaste större samhälle är Lārī, 17,9 km sydväst om Qāsemlū. Trakten runt Qāsemlū består i huvudsak av gräsmarker.